# Johann Evangelist Stadler
Johann Evangelist Stadler, latinisiert auch Johannes Evangelista Stadler (* 24. Dezember 1804 in Parkstetten bei Regensburg; † 30. Dezember 1868 in Augsburg) war ein bayerischer Theologe und Enzyklopädist.

## Biographie
Johann Evangelist Stadler besuchte das Gymnasium in Straubing. Nach dem Studium der Theologie an der Universität Landshut wurde er 1827 in Regensburg zum Priester geweiht.
1828 wurde er als Stipendiat ins Herzogliche Georgianum in München aufgenommen und setzte seine Studien an der Universität München fort. Hier erfolgte 1829 die Promotion und 1831 die Habilitation in biblischer Theologie. 1833 wurde er außerordentlicher Professor an der Universität München, 1837 ordentlicher. Auf Betreiben von Ignaz von Döllinger musste er zwei Jahre später den Lehrstuhl aufgeben. Im selben Jahr wurde Johann Evangelist Stadler ins Augsburger Domkapitel berufen; dort wurde er 1859 Domdekan.
Sein bedeutendstes Werk war das Vollständige Heiligenlexikon. Den ersten Band erstellte er zusammen mit Franz Joseph Heim. Nach seinem Tod wurde die Ausgabe durch J. N. Ginal fortgesetzt (Bände IV–V).

## Schriften
- als Hrsg. mit Franz Joseph Heim: Vollständiges Heiligen-Lexikon oder Lebensgeschichten aller Heiligen, Seligen etc. aller Orte und aller Jahrhunderte […]. 5 Bände (ab Band 4 mitherausgegeben von Johann Nepomuk Ginal), Augsburg 1858–1882 (online bei zeno.org); Neudruck Hildesheim und New York 1975; Nachdruck: 2. Auflage, Georg Olms-Verlag, Hildesheim 1996, Vorwort
  - Download im fdb-Dictan-Format